# Mobiliar Arena
Die Mobiliar Arena (Ballsporthalle) ist eine Ballsporthalle in Gümligen/Schweiz. Sie ist die Heimat des Handballclubs BSV Bern. Die Arena wurde im August 2018 im MINERGIE(-P) Standard fertiggestellt. Ausserdem verfügt die Arena über eine Photovoltaikanlage zur Stromproduktion und eine Thermische Solaranlage für die Warmwasserproduktion.
Die Mobiliar Arena ist ein nationales Leistungszentrum für Handball, Volleyball und Fussball.

## Entstehung
Initiant für den Bau und Hauptgeldgeber war die Stiftung Jugendförderung Berner Handball.
Eigentümerin des Grundstückes ist die Gemeinde Muri bei Bern. Die Stiftung Jugendförderung Berner Handball ist die Eigentümerin der Ballsporthalle Moos.

## Technische Daten
In der Mobiliar Arena hat es ein Feld mit den Massen 20 × 40 m, das in zwei Spielfeldern mit den Massen 22 × 22 m geteilt werden kann. Diese internationalen Masse für Handball sind identisch für Futsal und genügen auch für Grossfeld Unihockey und für Sportarten wie Volleyball, Basketball mit weit kleineren Spielflächen.
- Nutzbare Hallenfläche 22 × 44 m
- Tribüne mit Sitzplätze für 1400 Personen
- Stehplätze für 600 Personen
- VIP-Bärenclub Lounge im EG
- 2 Logen für je 12 Personen, darunter die Jungfrau Top of Europe Loge
- Garderoben, WC-Anlagen, Pressetribüne, Konferenzraum

Der Bahnhof Gümligen liegt rund 300 Meter von der Halle entfernt. Der Halle stehen für Ligaspiele 300 Parkplätze zur Verfügung.